# 藤原滋実
藤原 滋実（ふじわら の しげざね、生年不詳 - 延喜元年（901年））は、平安時代前期の貴族。藤原南家、伊勢守・藤原興世の子。官位は従四位下・陸奥守。

## 経歴
陽成朝の元慶2年（878年）3月に出羽国の夷俘が反乱を起こして秋田城を急襲、城や周辺の官舎・民家を焼き払ったため、出羽守であった父の興世はこれを飛駅して上奏する。朝廷は陸奥国・上野国・下野国の各国に援軍として出兵を命じると共に、5月には右中弁・藤原保則を乱鎮圧の責任者として出羽権守に任じる。興世ら出羽国司は軍事に関して保則の指揮に従うように命ぜられた。その後、保則の命令を受けて、左馬大允であった滋実は左近衛将曹兼出羽権大目・茨田貞額とともに雄勝郡・平鹿郡・山本郡の三郡の不動穀を郡内および添河・覇別・助川の三村の俘囚に与えて、民心を慰諭し励勉させる。こうして懐柔した俘囚の深江弥加止らに反乱を続けていた夷俘を討たせ、乱は鎮定された。
8月末に夷俘300余人が秋田城下に押し寄せ、官人に対して降伏を請うた。滋実は出羽権掾・文室有房とともに僅か2騎で夷俘の元へ行き降伏の願いを聞くと、詔の到着を待たずに降伏を許した。
同年12月に200人の夷俘がかつて官軍から略奪した鎧22領を持参して降伏を願い出た際、出羽権掾・清原令望や権大目・茨田貞額とともに、降伏する人数に比べて持参した鎧が少なすぎる（鎧を隠し持っている）ことから虚偽の降伏の懸念があるため、もっと数多くの鎧を持参させた上で降伏を認めるべき旨の意見を述べる。しかし、陸奥鎮守将軍・小野春風は自ら敵情視察を行った結果、夷俘の降伏は本心によるもので、わざわざ霜雪を越えてやってきたのは降伏を強く願う証拠であるとの意見を出した。結局、春風の意見が採用されて夷俘の降伏を受け入れることになり、出羽権介・藤原統行および文室有房らと共に滋実は降伏した夷俘のもとに派遣されて労いの饗宴を行った。
のち、宇多朝から醍醐朝にかけて左近衛将監・右兵衛佐・左近衛少将などの武官や陸奥守を務め、位階は従四位下に至った。延喜元年（901年）卒去。滋実の死を聞いた菅原道真は「奥州藤使君を哭す」詩を詠んでいる。

## 官歴
注記のないものは『日本三代実録』による。
- 元慶2年（878年） 7月10日：見左馬権大充
- 元慶3年（879年） 正月11日：見正七位下
- 寛平元年（888年） 9月：見左近衛将監[8]
- 寛平3年（890年） 11月5日：見右兵衛佐[9]
- 寛平4年（891年） 正月23日?：左近衛少将[10]
- 時期不詳：従四位下
- 昌泰元年（897年） 10月20日：見左近衛少将[11]
- 時期不詳：陸奥守[12]
- 延喜元年（901年） 日付不詳：卒去[12]

## 系譜
『尊卑分脈』による。
- 父：藤原興世
- 母：大中臣実阿の娘
- 妻：布勢氏
  - 男子：藤原朝鑒
  - 男子：藤原令名
  - 男子：藤原当峯
- 妻：上毛野氏
  - 男子：藤原朝範
- 妻：布施貴子
  - 男子：藤原善文
  - 男子：藤原好風